# Nuoto ai campionati mondiali di nuoto 2024 - 200 metri farfalla maschili
La gara degli 200 metri farfalla maschili dei campionati mondiali di nuoto 2024 si è svolta il 13 e 14 febbraio 2024 presso l'Aspire Dome di Doha.

## Podio
| Pos.    | Atleta              | Nazione   |
| ------- | ------------------- | --------- |
| Oro     | Tomoru Honda        | Giappone  |
| Argento | Alberto Razzetti    | Italia    |
| Bronzo  | Martin Espernberger | Australia |

## Record
Prima della manifestazione il record del mondo (RM) e il record dei campionati (RC) erano i seguenti.
|  | 1'50"34 | Kristóf Milák | 21 giugno 2022 Budapest |
|  | 1'50"34 | Kristóf Milák | 21 giugno 2022 Budapest |

Durante la competizione non sono stati migliorati record.

## Programma
| Data             | Ora (UTC+3) | Turno      |
| ---------------- | ----------- | ---------- |
| 13 febbraio 2024 | 10:04       | Batterie   |
| 13 febbraio 2024 | 11:11       | Spareggio  |
| 13 febbraio 2024 | 20:33       | Semifinali |
| 14 febbraio 2024 | 19:53       | Finale     |

## Risultati

### Batterie
| Pos. | Batteria | Corsia | Atleta                | Nazionalità                   | Tempo       | Note |
| ---- | -------- | ------ | --------------------- | ----------------------------- | ----------- | ---- |
| 1    | 5        | 7      | Kregor Zirk           | Estonia                       | 1'55"58     | Q    |
| 2    | 3        | 2      | Lewis Clareburt       | Nuova Zelanda                 | 1'56"10     | Q    |
| 3    | 3        | 3      | Zach Harting          | Stati Uniti                   | 1'56"12     | Q    |
| 4    | 5        | 5      | Martin Espernberger   | Austria                       | 1'56"26     | Q    |
| 5    | 4        | 4      | Krzysztof Chmielewski | Polonia                       | 1'56"37     | Q    |
| 6    | 5        | 6      | Matthew Sates         | Sudafrica                     | 1'56"40     | Q    |
| 7    | 3        | 5      | Alberto Razzetti      | Italia                        | 1'56"53     | Q    |
| 8    | 3        | 4      | Richárd Márton        | Ungheria                      | 1'56"54     | Q    |
| 9    | 5        | 4      | Tomoru Honda          | Giappone                      | 1'56"56     | Q    |
| 10   | 4        | 5      | Michał Chmielewski    | Polonia                       | 1'56"83     | Q    |
| 11   | 5        | 3      | Arbidel González      | Spagna                        | 1'57"20     | Q    |
| 12   | 4        | 6      | Denys Kesil           | Ucraina                       | 1'57"42     | Q    |
| 13   | 3        | 7      | Ondřej Gemov          | Rep. Ceca                     | 1'57"45     | Q    |
| 14   | 2        | 0      | Max Litchfield        | Gran Bretagna                 | 1'57"48     | Q    |
| 14   | 4        | 3      | Federico Burdisso     | Italia                        | 1'57"48     | Q    |
| 16   | 3        | 6      | Nao Horomura          | Giappone                      | 1'57"52     | SO   |
| 16   | 4        | 7      | Petar Mitsin          | Bulgaria                      | 1'57"52     | SO   |
| 18   | 4        | 9      | Abdalla Nasr          | Egitto                        | 1'57"85     |      |
| 19   | 5        | 1      | Park Jung-hun         | Corea del Sud                 | 1'58"29     |      |
| 20   | 3        | 1      | Matheus Gonche        | Brasile                       | 1'58"79     |      |
| 21   | 3        | 0      | Marius Toscan         | Svizzera                      | 1'58"99     |      |
| 22   | 4        | 1      | Héctor Ruvalcaba      | Messico                       | 1'59"08     |      |
| 23   | 4        | 2      | Wang Xizhe            | Cina                          | 1'59"32     |      |
| 24   | 4        | 0      | Raben Dommann         | Canada                        | 1'59"45     |      |
| 25   | 5        | 9      | Navaphat Wongcharoen  | Thailandia                    | 1'59"78     |      |
| 26   | 4        | 8      | Samuel Kostal         | Slovacchia                    | 1'59"90     |      |
| 27   | 2        | 5      | Apostolos Papastamos  | Grecia                        | 2'00"56     |      |
| 28   | 5        | 8      | Erick Gordillo        | Guatemala                     | 2'01"75     |      |
| 29   | 2        | 4      | Diego Balbi           | Perù                          | 2'01"91     |      |
| 30   | 3        | 9      | David Arias           | Colombia                      | 2'02"32     |      |
| 31   | 2        | 6      | Simon Bachmann        | Seychelles                    | 2'03"31     |      |
| 32   | 2        | 2      | Nika Tchitchiashvili  | Georgia                       | 2'03"41     |      |
| 33   | 2        | 3      | Xavier Ventura        | El Salvador                   | 2'03"87     |      |
| 34   | 1        | 1      | Maxim Skazobtsov      | Kazakistan                    | 2'05"49     |      |
| 35   | 5        | 0      | Ramil Valizade        | Azerbaigian                   | 2'05"58     |      |
| 36   | 2        | 7      | Isaiah Aleksenko      | Isole Marianne Settentrionali | 2'10"17     |      |
| 37   | 2        | 8      | Clinton Opute         | Nigeria                       | 2'13"83     |      |
| 38   | 1        | 3      | Ahmed Theibich        | Bahrein                       | 2'18"46     |      |
| 39   | 1        | 2      | Siraj Ai Sharif       | Libia                         | 2'21"88     |      |
| DNS  | 2        | 1      | Gerald Hernández      | Nicaragua                     | Non partito |      |
| DNS  | 3        | 8      | Yeziel Morales        | Porto Rico                    | Non partito |      |
| DNS  | 5        | 2      | Chad le Clos          | Sudafrica                     | Non partito |      |

### Spareggio
| Pos. | Corsia | Atleta       | Nazionalità | Tempo   | Note |
| ---- | ------ | ------------ | ----------- | ------- | ---- |
| 1    | 5      | Petar Mitsin | Bulgaria    | 1'56"91 | Q    |
| 2    | 4      | Nao Horomura | Giappone    | 1'57"46 |      |

### Semifinali
| Pos. | Batteria | Corsia | Atleta                | Nazionalità   | Tempo        | Note |
| ---- | -------- | ------ | --------------------- | ------------- | ------------ | ---- |
| 1    | 2        | 6      | Alberto Razzetti      | Italia        | 1'55"09      | Q    |
| 2    | 2        | 2      | Tomoru Honda          | Giappone      | 1'55"20      | Q    |
| 3    | 1        | 2      | Michał Chmielewski    | Polonia       | 1'55"38      | Q    |
| 4    | 1        | 5      | Martin Espernberger   | Austria       | 1'55"40      | Q    |
| 5    | 2        | 4      | Kregor Zirk           | Estonia       | 1'55"64      | Q    |
| 6    | 1        | 4      | Lewis Clareburt       | Nuova Zelanda | 1'55"82      | Q    |
| 7    | 1        | 3      | Matthew Sates         | Sudafrica     | 1'55"88      | Q    |
| 8    | 1        | 6      | Richárd Márton        | Ungheria      | 1'56"04      | Q    |
| 9    | 2        | 8      | Federico Burdisso     | Italia        | 1'56"68      |      |
| 10   | 2        | 7      | Arbidel González      | Spagna        | 1'56"77      |      |
| 11   | 2        | 5      | Zach Harting          | Stati Uniti   | 1'56"81      |      |
| 12   | 1        | 1      | Max Litchfield        | Gran Bretagna | 1'56"93      |      |
| 13   | 1        | 7      | Denys Kesil           | Ucraina       | 1'57"67      |      |
| 14   | 1        | 8      | Petar Mitsin          | Bulgaria      | 1'57"77      |      |
| 15   | 2        | 1      | Ondřej Gemov          | Rep. Ceca     | 1'58"34      |      |
| DSQ  | 2        | 3      | Krzysztof Chmielewski | Polonia       | Squalificato |      |

### Finale
| Pos. | Corsia | Atleta              | Nazionalità   | Tempo   | Note |
| ---- | ------ | ------------------- | ------------- | ------- | ---- |
|      | 5      | Tomoru Honda        | Giappone      | 1'53"88 |      |
|      | 4      | Alberto Razzetti    | Italia        | 1'54"65 |      |
|      | 6      | Martin Espernberger | Austria       | 1'55"16 |      |
| 4    | 3      | Michał Chmielewski  | Polonia       | 1'55"36 |      |
| 5    | 2      | Kregor Zirk         | Estonia       | 1'55"48 |      |
| 6    | 8      | Richárd Márton      | Ungheria      | 1'55"76 |      |
| 7    | 7      | Lewis Clareburt     | Nuova Zelanda | 1'55"86 |      |
| 8    | 1      | Matthew Sates       | Sudafrica     | 1'57"23 |      |